# 9107 Нарукосупа
9107 Нарукосупа (9107 Narukospa) — астероїд головного поясу, відкритий 6 січня 1997 року.
Тіссеранів параметр щодо Юпітера — 3,259.
Названо на честь Нарукосупа (яп. なるこスパ(鳴子スパ) нарукосупа)